# 楽 (安来のおじのアルバム)
『楽』(らく)は、安来のおじが2001年4月におじレコードからリリースした1枚目のアルバムである。

## 概要
- 山陰地方では5週間アルバムヒットチャート1位となり、年間アルバムヒットチャートでも1位となった。（山陰中央新報・スイングレコード調べ）
- ジャケットに書かれている「GIVE ME LOVE! GIVE ME LOVE! GIVE ME LOVE!」は、『クリスマスですますおます』の歌詞にも使われている。
- 歌詞カードに書かれている歌詞は、字体が曲ごとに変わっていたり（曲の中で変わっているものもある）、縦書き・渦巻き状に書かれている曲もある。

## 収録曲
1. 波乗り人生パートII
2. お茶なと飲みましょう
3. やまきくんとテツと横井くん
4. 私は安来が好き
5. man on the silver mountain bike
6. 長靴のぶるーす
7. 中国三年生
8. 水の都に雨が降る
2007年、ノグチアツシによってカバー（実質セルフカバー）される。
9. クリスマスですますおます
10. 黄昏模様
ボーナストラック。小片悦子による楽曲である。